# سيسيل هيغز
سيسيل هيغز (بالإنجليزية: Cecil Higgs)‏ هي فنانة جنوب أفريقية، ولدت في 28 يونيو 1898 في ثابا نشو ‏ في جنوب أفريقيا، وتوفيت في 16 يونيو 1986 في كيب تاون في جنوب أفريقيا بسبب مرض آلزهايمر.